# Phymatodes shareeae
Phymatodes shareeae är en skalbaggsart som beskrevs av Edward Drinker Cope 1984. Phymatodes shareeae ingår i släktet Phymatodes och familjen långhorningar. Inga underarter finns listade i Catalogue of Life.